# Annika Dries
Annika Madsen Dries (La Jolla, 10 febbraio 1992) è una pallanuotista statunitense.

## Palmarès
- Giochi olimpici

Londra 2012: oro.
- Giochi panamericani

Guadalajara 2011: oro.